# Missionsstiftet
Missionsstiftet, officiellt Evangelisk-lutherska missionsstiftet i Finland (finska: Suomen evankelisluterilainen lähetyshiippakunta), är ett stift i Finland som grundades av församlingarna inom Finska Lutherstiftelsen och tre andra församlingar år 2013. Stiftet leds av biskop Risto Soramies och har ett 30-tal församlingar anslutna över hela Finland, varav tre svenskspråkiga. Stiftets verksamhet regleras av dess stiftsordning. 1 augusti 2021 vigdes Juhana Pohjola till biskop för Missionsstiftet. 

## Bakgrund
Drivande kraft bakom bildandet av Missionsstiftet har varit Finska Lutherstiftelsen, som 2005 anslöt sig till Missionsprovinsen i Sverige, vilken samtidigt utvidgades till Missionsprovinsen i Sverige och Finland. Den 20 mars 2010 vigdes Matti Väisänen till Missionsprovinsens biträdande biskop för Finland. 16 mars 2013 bildades så Evangelisk-lutherska missionsstiftet i Finland och prosten Risto Soramies valdes till dess förste biskop med 63 röster mot Sakari Korpinen, som fick 19 röster. Röstberättigade i valet var församlingarnas pastorer samt två representanter från respektive församling. 
Soramies vigdes till sitt ämbete av Matti Väisänen 4 maj 2013. På grund av detta fråntog domkapitlet i Tammerfors stift biskop Soramies rätten att utöva prästämbetet inom Evangelisk-lutherska kyrkan i Finland.
Samtidigt återgick Missionsprovinsen till att i huvudsak vara verksam i Sverige. Enligt Missionsstiftet var bildandet av stiftet nödvändigt på grund av att Evangelisk-lutherska kyrkan i Finland allt mera fjärmat sig från Bibeln och den lutherska bekännelsen.
Missionsstiftets medlemsantal var 1668 vid slutet av år 2014. Antalet församlingar uppgick till 28, och utöver detta ordnades gudstjänster också på andra orter.

## Lära
Missionsstiftet meddelar att det följer den tro och lära som grundar sig på Gamla testamentets och Nya testamentets profetiska och apostoliska skrifter och som bekänns i de lutherska bekännelseskrifterna. Enligt Missionsstiftet är stiftets högsta rättesnöre och princip det att "all lära, praxis och allt liv skall förverkligas och ledas på Guds ords grund." Enligt Missionsstiftets grundläggningsdokument är stiftet Evangelisk-lutherska kyrkans i Finland verkliga arvtagare, och stiftet "fortsätter den lutherska tro och det lutherska liv som verkat i Finland."

## Organisation
Missionsstiftet och dess medlemsförsamlingar bildar en självständig kyrklig struktur. Stiftet leds av en biskop, som väljs av församlingarnas representanter och stiftets prästkollegium. I beslutsfattandet deltar förutom biskopen också stiftets olika organ, konsistoriet, stiftsrådet och stiftsmötet, som består av församlingarnas lekmannarepresentanter och pastorer. För församlingarnas ekonomi ansvarar bakgrundsorganisationerna. De är understödande medlemmar i Missionsstiftet och fungerar även som arbetsgivare för stiftets pastorer. Dessa bakgrundsorganisationer är Finska Lutherstiftelsen, Lapin luterilainen jumalanpalvelusyhdistys rf., Rauman luterilainen jumalanpalvelusyhdistys och Vakka-Suomen luterilainen jumalanpalvelusyhdistys.
Missionsstiftets ekonomi sköts med frivilliga medel. Stiftet får inget ekonomiskt understöd från vare sig staten eller Evangelisk-lutherska kyrkan i Finland. Församlingarnas verksamhet finansieras genom de medel som bakgrundsorganisationerna bär in genom kollekter och frivilliga gåvor.

## Församlingar
Missionsstiftet består av 34 församlingar som är fördelade på sju prosterier. Utöver dessa ordnas gudstjänster också på sju andra orter.
Norra prosteriet
- Kajana: Filippuksen seurakunta (finskspråkig)
- Keminmaa: Vapahtajan luterilainen seurakunta (finskspråkig)
- Rovaniemi: Stefanoksen seurakunta (finskspråkig)
- Sodankylä: Elian seurakunta (finskspråkig)
- Uleåborg: Timoteuksen seurakunta (finskspråkig)
- Utsjoki: Joosefin luterilainen seurakunta (finskspråkig, delvis nordsamisk)

Nylands prosteri
- Borgå (finskspråkig)
- Esbo: Pyhän Tuomaksen seurakunta (finskspråkig)
- Helsingfors: Pyhän Markuksen luterilainen seurakunta (finskspråkig)
- Hyvinge: Ruutin luterilainen seurakunta (finskspråkig)
- Lojo: Pyhän Ristin luterilainen seurakunta (finskspråkig)
- Vanda: Pyhän Kolminaisuuden luterilainen seurakunta (finskspråkig)

Sydvästra prosteriet
- Björneborg: Sakkeuksen seurakunta (finskspråkig)
- Letala: Aamoksen seurakunta (finskspråkig)
- Loimaa: Hyvän Paimenen luterilainen seurakunta (finskspråkig)
- Raumo: Pyhän Marian seurakunta (finskspråkig)
- Salo
- Åbo: Pyhän Paavalin luterilainen seurakunta (finskspråkig)
- Åbo: Sankt Gabriels församling (svenskspråkig)

Sydöstra prosteriet
- Imatra: Joosuan seurakunta (finskspråkig)
- Kotka: Luterilainen Siilas-seurakunta (finskspråkig)
- Kouvola: Pauluksen seurakunta (finskspråkig)
- Nyslott: Pyhän Jaakobin luterilainen seurakunta (finskspråkig)
- Parikkala (finskspråkig)
- S:t Michel: Tiituksen luterilainen seurakunta (finskspråkig)
- Villmanstrand: Joonan seurakunta (finskspråkig)

Tavastlands prosteri
- Lahtis: Samuelin luterilainen seurakunta (finskspråkig)
- Tammerfors: Johanneksen seurakunta (finskspråkig)
- Tavastehus: Matteuksen seurakunta (finskspråkig)

Västra prosteriet
- Jakobstad: Sankt Jakobs församling (svenskspråkig)
- Karleby: Andreaksen luterilainen seurakunta (finskspråkig)
- Pyhänkoski: Simeonin seurakunta (finskspråkig)
- Seinäjoki: Luukkaan seurakunta (finskspråkig)
- Vasa: Mikaelin seurakunta (finskspråkig)
- Vasa: Sankt Immanuels lutherska församling (svenskspråkig)

Östra prosteriet
- Idensalmi: Danielin seurakunta (finskspråkig)
- Joensuu: Pyhän Nehemian luterilainen seurakunta (finskspråkig)
- Juankoski (finskspråkig)
- Jyväskylä: Jesajan luterilainen seurakunta (finskspråkig)
- Kides (finskspråkig)
- Kuopio: Pyhän Pietarin luterilainen seurakunta (finskspråkig)
- Nurmes (finskspråkig)

## Biskop
Missionsstiftets förste biskop är Risto Soramies. Han har tidigare varit verksam i muslimmission i Tyskland och Turkiet via Finlands Evangelisk-lutherska Folkmission.
Biskop Risto Soramies har apostolisk succession enligt följande:
| Biskop                                                  | Vigningsår | Vigningsbiskop                                      | Assisterande biskopar (ofullständig förteckning)                                                                  |
| Risto Soramies                                          | 2013       | Matti Väisänen (Missionsprovinsen, Sverige/Finland) | Roland Gustafsson (Missionsprovinsen, Sverige/Finland), Thor Henrik With (Det evangelisk-lutherske stift i Norge) |
| Matti Väisänen (Missionsprovinsen, Sverige/Finland)     | 2010       | Arne Olsson (Missionsprovinsen, Sverige/Finland)    | Walter Obare (Kenya), Göran Beijer, (Missionsprovinsen, Sverige/Finland)                                          |
| Arne Olsson (Missionsprovinsen, Sverige)                | 2005       | Walter Obare (Kenya)                                | Leonid Zviki (Vitryssland, i sin tur vigd av de baltiska biskoparna)                                              |
| Walter Obare (Kenya)                                    | 2002       | Samson Mushemba (Arusha, Tanzania)                  | Olavi Rimpiläinen (Uleåborg, Finland, emeritus)                                                                   |
| Samson Mushemba (Bukoba, Tanzania)                      | 1984       | Paulo Mukuta (Karagwe, Tanzania)                    | Tore Furberg (Visby, Sverige)                                                                                     |
| Paulo Mukuta (Karagwe, Tanzania)                        | 1979       | Josiah Kibira (Bukoba, Tanzania)                    | Bengt Sundkler |
| Josiah Kibira (Bukoba, Tanzania)                        | 1964       | Bengt Sundkler (Bukoba, Tanzania)                   | Helge Fosseus (Sydafrika), Sigfrid Strandvik (Rhodesia, nuvarande Zimbabwe)                                       |
| Bengt Sundkler (Bukoba, Tanganyika, nuvarande Tanzania) | 1961       | Bo Giertz (Göteborg, Sverige)                       | Rajah Manikam (Tranquebar), Helge Fosseus (Sydafrika), Arvid Albrektson (Sydrhodesia, nuvarande Zimbabwe)         |

## Internationella kontakter
Missionsstiftet har internationellt samarbete med ett flertal lutherska kyrkor och rörelser runt om i världen och i likhet med Missionsprovinsen i Sverige, Det evangelisk-lutherske stift i Norge och Selbständige Evangelisch-Lutherische Kirche i Tyskland  tillhör man International Lutheran Council 
År 2015 ingick de nordiska systerstiften ett avtal om kyrkogemenskap.

## Evangelisk-lutherska kyrkans i Finland reaktioner
Snart efter bildandet av Missionsstiftet meddelade Evangelisk-lutherska kyrkans i Finland biskopar sina präster om att de präster som vigts inom Missionsstiftet inte är kyrkans präster och att de förrättningar som de utför inte är kyrkans förrättningar. I samma brev konstaterade biskoparna att Missionsstiftet inte skulle tillåtas använda folkkyrkoförsamlingarnas utrymmen och att ingen som är präst inom Evangelisk-lutherska kyrkan i Finland samtidigt kan höra till Missionsstiftets prästkollegium.
Fem av Missionsstiftets präster fråntogs i april 2015 rätten att utöva prästämbetet inom Evangelisk-lutherska kyrkan i Finland. Domkapitlet vid Åbo ärkestift ansåg att prästerna brutit mot sina prästivgningslöften. Enligt domkapitlet utgör Missionsstiftet en egen kyrka. Redan tidigare hade tre av Missionsstiftets präster fråntagits rätten att utöva prästämbetet inom Evangelisk-lutherska kyrkan i Finland. Trots domkapitlets reaktion fortsätter prästerna i tjänst inom Missionsstiftets församlingar.

## Hemsida
- Officiell hemsida